# Angelika Koller

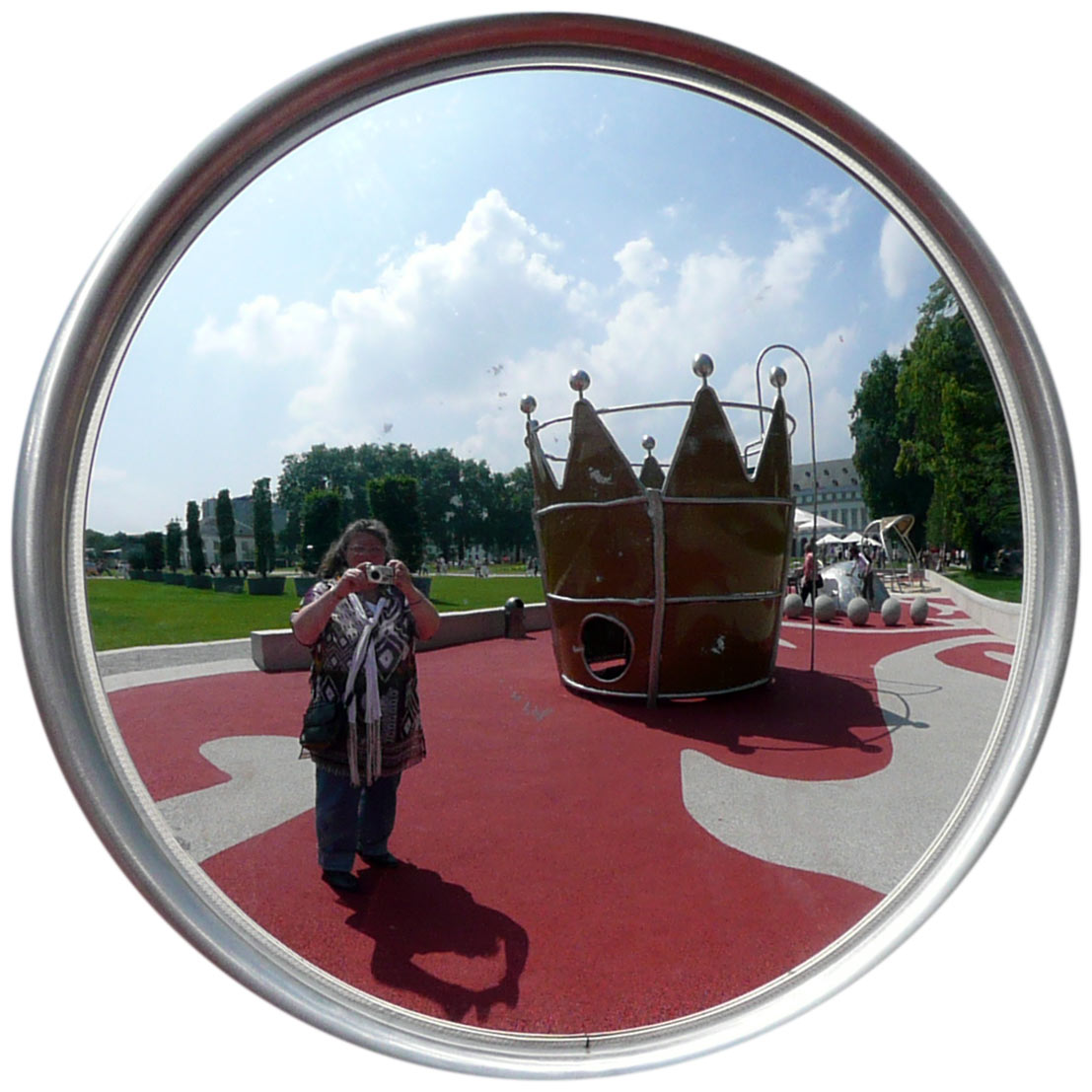
Angelika Koller, Selbstporträt durch einen Spiegel, 2011

Angelika Koller (* 2. Dezember 1955 in München) ist eine deutsche Journalistin und Volkshochschuldozentin in München.

## Leben
Angelika Koller machte 1975 Abitur und studierte dann Germanistik und Katholische Theologie an der Ludwig-Maximilians-Universität München (LMU), arbeitete sich aber auch in die Psychologie ein. 1980 legte sie das Erste Staatsexamen für das Lehramt an Gymnasien ab, worauf das Referendariat folgte. Ab 1982 arbeitete sie im Verlagswesen, erst als angestellte Redakteurin für bibliographische Arbeiten im K.G. Saur-Verlag, ab 1993 freiberuflich für verschiedene Buch- und Presse-Verlage (arsEdition; Focus). Nebenher promovierte Koller in Literaturwissenschaft. Seit 1992 ist sie an der Münchner Volkshochschule für den Münchner Bildungsweg tätig und leitet Kurse zu Literatur, Weltreligionen und Psychologie.
Während ihrer Schul- und Studienzeit publizierte Koller in Literaturzeitschriften Gedichte und Erzählungen (gießkanne, federlese, flugasche) und beim Bayerischen Rundfunk (Pop Sunday, Redaktion Zündfunk). Sie nahm an Literaturwettbewerben teil („Literarischer März 2“ in Darmstadt) und an den von Kay Ken Derrick begründeten Literaturgesprächen im Milchstraßenbüro.
Abgesehen von ihrer Dissertation trat Koller auch als Autorin beziehungsweise Bearbeiterin von sogenannten „Geschenkbüchern“ für arsEdition in Erscheinung und publizierte Sachbücher und Beiträge zu Fachzeitschriften.

## Werke

### Belletristik
- Die Reise nach Bologna. Gedichte. Edition Walfisch, Stuttgart 1985.
- Milchstraßen-Atlas '84. Lesestoff aus München und Umgebung. Gedichte. Haidhauser Werkstat(t)texte 6–11/84, S. 143–147.
- Reihe Die Duftende Bibliothek. Mehrere Bände wie Weihnachten, Die Sprache der Blumen, Die Sprache der Wildblumen. arsEdition, München.

### Sachliteratur
- Minnesang-Rezeption um 1800. Falldarstellungen zu den Romantikern und ihren Zeitgenossen … Lang, Frankfurt am Main 1992 (Europäische Hochschulschriften l/1297, über Ludwig Tieck, Philipp Otto Runge, Clemens Brentano u. a.)
- Die Hummel. Lebensgeschichte und Werk. arsEdition, München 1994 (über die Malerin Berta Hummel).
- Thorwald Dethlefsen, die Reinkarnationstherapie und Kawwana. Ein Beitrag zur Psychotherapie- und Religionsgeschichte. Books on Demand (BoD), Norderstedt 2004.
- Andrew Cohen – Philosoph und Wanderprediger. In: Materialdienst. 1/2005, EZW, Berlin 2005, S. 12–17.
- Gamika, Mumia und Ritualmaschinen. Thorwald Dethlefsen unterwegs in 7 Metropolen. In: Materialdienst. 7/2005, EZW, Berlin 2005, S. 259–265.
- KeltenKultKreis und Kraftortgänge. Fritz Fenzls Mühltal-Führungen. In: Materialdienst. 9/2005, EZW, Berlin 2005, S. 335–340.
- „Ich suchte neue Wege und fand dabei sehr alte …“ Der Esoteriker, Therapeut und Magier Thorwald Dethlefsen. In: Gnostika. 30/2005, AAGW, Sinzheim 2005, S. 39–49.
- Sind noch Fragen? Die Welt ist gerettet, jetzt steht ein lockerer Thorwald Dethlefsen dem Publikum für „Wort & Antwort“ zur Verfügung. In: Spuren. 76/2005, Spuren, Winterthur 2005, S. 48–49.